# Hruševnik
Hruševnik je potok, ki izvira v bližini vasi Hruševo pri Dobrovi. Je desni pritok reke Gradaščice in sodi v porečje Ljubljanice.